# Gibson (Arkansas)
Gibson es un lugar designado por el censo ubicado en el condado de Pulaski en el estado estadounidense de Arkansas. En el Censo de 2010 tenía una población de 3543 habitantes y una densidad poblacional de 307,34 personas por km².

## Geografía
Gibson se encuentra ubicado en las coordenadas 34°53′37″N 92°14′5″O / 34.89361, -92.23472. Según la Oficina del Censo de los Estados Unidos, Gibson tiene una superficie total de 11.53 km², de la cual 11.53 km² corresponden a tierra firme y (0%) 0 km² es agua.

## Demografía
Según el censo de 2010, había 3543 personas residiendo en Gibson. La densidad de población era de 307,34 hab./km². De los 3543 habitantes, Gibson estaba compuesto por el 81.63% blancos, el 13.49% eran afroamericanos, el 0.25% eran amerindios, el 0.4% eran asiáticos, el 0% eran isleños del Pacífico, el 1.58% eran de otras razas y el 2.65% pertenecían a dos o más razas. Del total de la población el 4.71% eran hispanos o latinos de cualquier raza.